# Lam (bogstav)
 For alternative betydninger, se Lam (flertydig). (Se også artikler, som begynder med Lam)
Lām (ar: arabisk: لام) er det 23. bogstav i det arabiske alfabet. Det er udviklet fra det fønikiske bogstav lamed og er derigennem i familie med de latinske "L", det græske lambda og det hebræiske lamed. Bogstavet har også talværdien 30.

## Lydværdi og transskription
Lam udtales som det danske L i "laks" og bliver derfor typisk gengivet som et L ved transskription.
Lam er desuden et solbogstav, hvilket vil sige, at den bestemte arabiske artikel "al-", hvis den kommer lige før et lam, assimileres og optager L-lyden.

## Skrivevis
Som det ser på billedet til venstre, varierer skrivemåden alt efter, om et lam står i starten af nogle bogstav, i midten, i slutning eller helt alene. Dog skal man være opmærksom på, at det, ved efterfølgende alif, kombineres med alif for at danne lam-alif arabisk: لا.

## Lam i unicode
| Unicode Codepoint | U+0644            |
| Unicode Name      | ARABIC LETTER LAM |
| HTML              | &#1604;           |
| ISO 8859-6        | 0xe4              |